# 杨孚井
杨孚井，位于中国广东省广州市海珠区赤岗街道下渡村东约一巷。井口直径0.44米、腹径5米、底宽1米、深5米，井底有4个泉眼，水量较大，水质良好，曾是该村的主要饮用水源。该井为原生红砂岩层中天然凹穴，后来地势升高，人们用青砖、花岗岩砌井上端壁，近年又砌栏杆，加以保护。
相传该井为东汉议郎杨孚故宅后花园的水井。2002年7月8日被公布为第六批广州市文物保护单位。